# Henry W. King

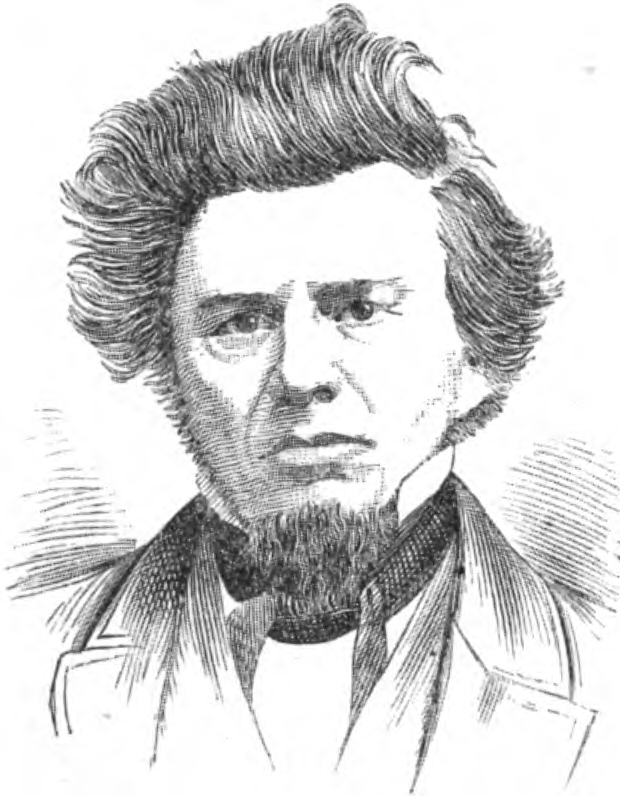
Henry W. King

Henry W. King (* 24. September 1815 in Westfield, Massachusetts; † 20. November 1857 in Akron, Ohio) war ein US-amerikanischer Jurist und Politiker (Free Soil Party). Er war von 1850 bis 1852 Secretary of State von Ohio.

## Werdegang
Henry W. King, ältester Sohn von Julia Ann Huntington und Richter Leicester King, wurde ungefähr sieben Monate nach dem Ende des Britisch-Amerikanischen Krieges im Hampden County geboren. Die Familie King zog 1817 nach Warren (Ohio). King graduierte 1836 am Washington College (heute Trinity College) in Hartford (Connecticut) und 1839 an der Cincinnati Law School. Seine Studienzeit war von der Wirtschaftskrise von 1837 überschattet. King eröffnete 1839 mit Milton Sutliff eine Anwaltspraxis in Akron (Ohio), später eine mit James D. Taylor und eine, King & King, 1849 mit seinem Bruder David L. King. Er heiratete am 20. Oktober 1842 Mary Crosby, Tochter von Dr. Elaikim Crosby. Ihr Sohn Harry Crosby King fiel während des Bürgerkrieges am 11. August 1864, als er in der 164. Ohio Infantry diente. Ihre Tochter Julia Huntington King heiratete Homer Dewey Fisher und zog dann nach Chicago (Illinois). Das Paar hatte vier Kinder.
King war ein Förderer von Akron's Union School System. Die Ohio General Assembly wählte ihn 1850 zum Secretary of State für eine dreijährige Amtszeit. Die neue Verfassung von Ohio, welche im Sommer 1851 verabschiedet wurde, machte das Amt des Secretary of State zu einem Wahlamt und setzte eine Wahl für den Herbst 1851 an. Infolgedessen wurde Kings Amtszeit verkürzt und endete im Januar 1852. Bei der Wahl von 1851 erreichte King den dritten Platz nach dem Demokraten William Trevitt und dem Whig Earl Bill. Nach dem Ende seiner Amtszeit kehrte er nach Akron zurück, wo er am 20. November 1857 verstarb.